# Třída Nebula
Třída Nebula je fiktivní třída hvězdných lodí vyskytujících se v universu sci-fi příběhů Star Trek. Plavidla této třídy Hvězdné flotily se objevovala především v různých epizodách seriálu Star Trek: Stanice Deep Space Nine.
Design třídy Nebula vytvořili pro seriál Star Trek: Nová generace, kde se tyto lodě poprvé objevily, výtvarníci Ed Miarecki, Rick Sternbach a Michael Okuda.

## Popis
Lodě třídy Nebula jsou multifunkční plavidla, která mohou plnit různorodé mise (průzkumné, transportní, hlídkové, bojové). Designově vychází z větší třídy Galaxy, z které je převzat primární trup (talíř). Přímo pod ním, tedy bez spojovacího krku, který je pro Galaxy typický, se nachází sekundární trup s inženýrskými sekcemi. Po jeho bocích jsou z talíře zavěšeny warpgondoly. K zádi sekundárního trupu lze podle charakteru mise připojit nástavbu, která dosahuje větší výšky než primární trup. Může se jednat o speciální zbraňový či vědecký modul, případně zde mohou být umístěny i další warpgondoly.
V pozdějších letech byla ze třídy Galaxy převzata i podoba sekundárního trupu a deflektorového talíře.
- Délka / šířka / výška:[1] 442,2 m / 318,1 m / 130,4 m
- Hmotnost: 3,3×106 t
- Počet palub: ?
- Posádka: cca 750 včetně rodinných příslušníků a jiných civilistů
- Maximální cestovní rychlost / maximální rychlost: ? / warp 9,6 (po 12 hodin)
- Výzbroj: 8 phaserových baterií typu X, 2 torpédomety s fotonovými torpédy
- Obrana: deflektorové štíty, duraniové pancéřování

## Historie třídy
Konstrukce třídy Nebula vychází z větších lodí třídy Galaxy, jejíž prototyp byl do služby zařazen v roce 2357. První loď třídy Nebula byla vypuštěna před rokem 2363. Jejich stavba, která zpočátku probíhala v docích Flotily v solárním systému 40 Eridani A, byla později přesunuta do doků San Francisco na orbitě Země a pokračovala i po roce 2367. Lodě stavěla firma Yoyodyne Propulsion Systems.
Lodě této třídy se kromě vědeckých a průzkumných misí účastnily i různých válečných konfliktů. Bojovaly např. proti Borgovi (bitva o Wolf 359, bitva v sektoru 001) či ve válce proti Dominionu (druhá bitva o Chin'toku, bitva o Cardassii).

## Lodě třídyNebula
USS Bellerophon (NCC-62048)Loď byla zničena roku 2367 v bitvě o Wolf 359. (Viz epizoda „Poslání“ seriálu Star Trek: Stanice Deep Space Nine)
USS Bonchune (NCC-70915)Bonchune v roce 2374 (epizoda „Zpráva v lahvi“ seriálu Star Trek: Vesmírná loď Voyager) pronásledovala loď USS Prometheus (NX-74913) unesenou Romulany. O čtyři roky později doprovázela USS Voyager k Zemi při jeho návratu z delta kvadrantu (viz díl „Dohra“ téhož seriálu).
USS Farragut (NCC-60597)USS Farragut zachránila v roce 2371 posádku USS Enterprise (NCC-1701-D), která ztroskotala na planetě Veridian III (film Star Trek: Generace). V roce 2373 byla zničena po klingonském útoku u hvězdokupy Lembatta (epizoda „...ani boj na udatných“ seriálu Stanice Deep Space Nine).
USS Honshu (NCC-60205)V epizodě „Valčík“ (rok 2374) seriálu Stanice Deep Space Nine byla loď Honshu napadena cardassijskými loděmi a zničena. Část posádky, včetně komandéra Benjamina Siska se zachránila.
USS Leeds (NCC-70352)Loď byla ve službě v roce 2373 a minimálně jednou zakotvila u stanice Deep Space Nine.
USS LexingtonLexington (podle knihy Star Trek Encyclopedia registrační číslo NCC-61832) se objevil v několika epizodách seriálu Stanice Deep Space Nine, v jednom díle seriálu Star Trek: Nová generace, kde se setkal s Enterprise-D, a ve filmu Star Trek: První kontakt, v němž bojoval v bitvě v sektoru 001 proti borgské krychli. Ve službě sloužil minimálně v letech 2369 až 2374.
USS Merrimac (NCC-61827)V aktivní službě působila loď Merrimac zcela jistě v letech 2366 až 2369, kdy účinkovala v několika epizodách seriálu Nová generace. Přepravila například velvyslance Sareka na Vulkán po úspěšných mírových jednáních na planetě Legara IV, roku 2368 působila v rámci blokády klingonsko-romulanské hranice v době klingonské občanské války.
USS Monitor (NCC-61826)Monitor v roce 2366 působil poblíž romulanské neutrální zóny, aby čelil předpokládanému útoku (viz epizoda „Přeběhlík“ seriálu Nová generace), o rok později opět u této zóny hlídkoval s lodí USS Berlin (epizoda „Bratři“ stejného seriálu).
USS Phoenix (NCC-65420)Jednalo se o jednu z prvních lodí třídy Nebula, do služby byla zařazena roku 2363. O čtyři roky byl jejím kapitánem Benjamin Maxwell a pod jeho velením zničila cardassijskou základnu a několik jejich lodí. Enterprise-D v dalších útocích ale zabránila a kapitána Maxwella zajala, neboť ten se na Cardassianech mstil za vyvraždění své rodiny. Tyto události byly popsány v epizodě „Zraněný“ seriálu Nová generace.
USS Prometheus (NCC-71201)V roce 2370 loď Prometheus, jíž velel nadporučík Piersall, zakotvila u stanice Deep Space 9 a podílela se na projektu oživení mrtvé hvězdy Epsilon 119 (epizoda „Druhý pohled“ seriálu Stanice Deep Space Nine).
USS Sutherland (NCC-72015)Loď, která byla postavena v docích San Francisco na orbitě Země, byla dokončena roku 2367. O rok později se zúčastnila blokády na klingonsko-romulanské hranici během klingonské občanské války, v té době byl jejím dočasným kapitánem nadporučík Dat z Enterprise-D. (Epizoda „Usmíření“ seriálu Nová generace.) Později loď působila pod velením kapitána Shelbyho poblíž Bajoru, v polovině roku 2374 kotvila u stanice Deep Space 9 (viz epizoda „Jste srdečně zváni“ seriálu Stanice Deep Space Nine).
USS T'KumbraT'Kumbra měla čistě vulkánskou posádku a velel jí kapitán Solok. Během války s Dominionem zakotvila v roce 2375 u stanice Deep Space 9 (epizoda „Vezmi mě do simulátoru“ seriálu Stanice Deep Space Nine).
Kromě výše zmíněných lodí se v seriálech vyskytlo několik dalších nepojmenovaných a neidentifikovaných lodí třídy Nebula.
Naopak u některých dalších, v seriálech zmíněných lodí není jasná jejich třída. Podle oficiální, ale ne přímo kánonické publikace Star Trek Encyclopedia se jedná o lodě třídy Nebula. Zde uvedená registrační čísla pocházejí z téže knihy.
- USS Endeavour (NCC-71805; registrační číslo uvedeno i v seriálu)
- USS Hera (NCC-62006)
- USS Proxima (NCC-61952)
- USS Ulysses (NCC-66808)